# Ewa Milewicz

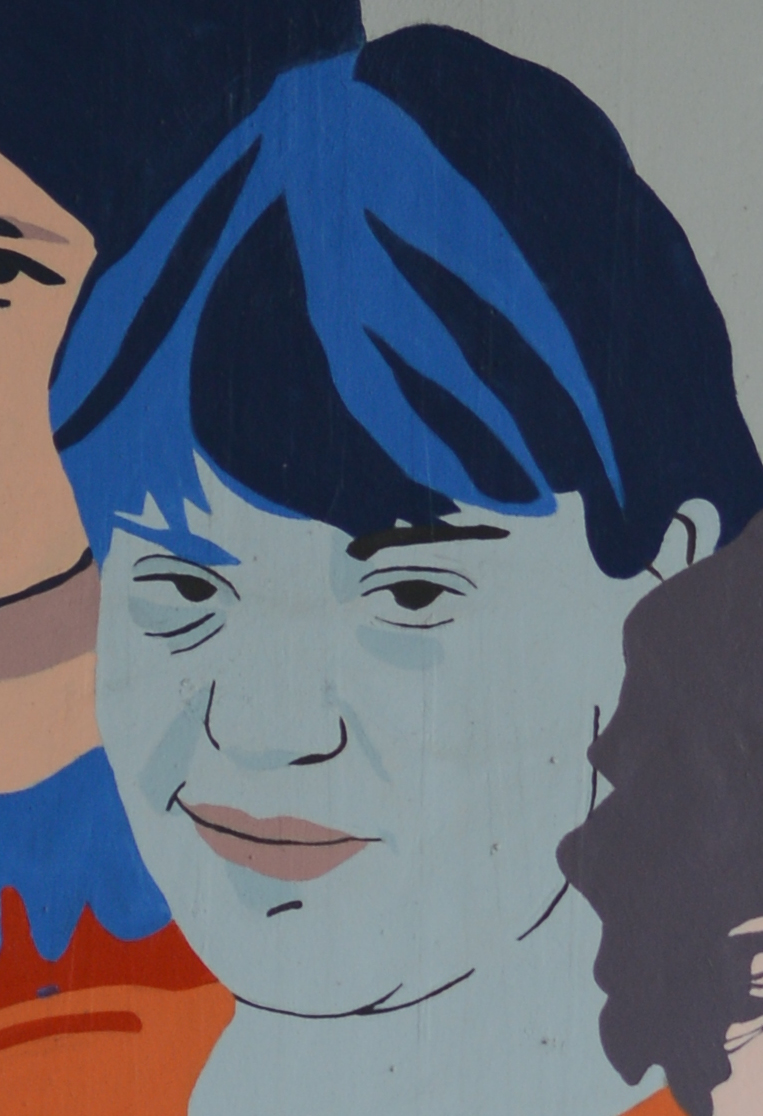
Wizerunek Ewy Milewicz na muralu „Kobiety Wolności” w Gdańsku

Ewa Milewicz (ur. 4 grudnia 1947 w Warszawie) – polska prawniczka i dziennikarka, działaczka opozycji w czasach PRL, od 1989 publicystka „Gazety Wyborczej”.

## Życiorys
Ewa Milewicz ukończyła w 1970 studia prawnicze na Wydziale Prawa Uniwersytetu Warszawskiego. W 1968 w okresie wydarzeń marcowych brała udział w studenckich wiecach. Do 1980 pracowała w Wydawnictwie Prawniczym. Z pracy tam zrezygnowała ze względu na zaangażowanie się w działalność związkową w Gdańsku. W drugiej połowie lat 70. działała w KOR i KSS „KOR”, współpracowała z wydawnictwem NOWa. Zajmowała się kolportażem pism drugiego obiegu. Od 16 sierpnia 1980 przebywała w Stoczni Gdańskiej, pisywała w strajkowym biuletynie. Pracowała następnie w Agencji Filmowej przy NSZZ „Solidarność”.
Po wprowadzeniu stanu wojennego w jej mieszkaniu zorganizowano punkt kontaktowy dla osób ukrywających się. Współpracowała z „Tygodnikiem Mazowsze”, w drugiej połowie lat 80. redagowała opozycyjne pismo „Dokumenty i Informacje”. W 1989 została członkinią redakcji i publicystką „Gazety Wyborczej”, od tego czasu pozostaje związana z tym pismem. Jest autorką terminu „falandyzacja prawa”.
W 2006 została odznaczona przez prezydenta Lecha Kaczyńskiego Krzyżem Komandorskim Orderu Odrodzenia Polski. W 2009 zwróciła order w proteście przeciwko odznaczeniu Janusza Kurtyki. Została pierwszą laureatką Nagrody im. Prof. Zbigniewa Hołdy (2012).
Jej wizerunek, jako jednej z przedstawicielek opozycji demokratycznej, znalazł się na muralu „Kobiety Wolności” na stacji PKM Strzyża w Gdańsku.
W dzieciństwie przeszła polio, którego skutkowały problemami z poruszaniem się i koniecznością korzystania z kul lub wózka inwalidzkiego. Jej córka Joanna Sokolińska również podjęła pracę w „Gazecie Wyborczej”.